# Acacia angusta
Acacia angusta é uma espécie de leguminosa do gênero Acacia, pertencente à família Fabaceae.